# Порто Вельо (микрорегион)
Микрорегион Порто Вельо е един от осемте микрорегиона на бразилския щат Рондония и влиза в състава на мезорегион Мадейра-Гуапоре. Образуван е от осем общини (градове).

## Общини
- Буритис
- Естрема
- Итапуан до Оести
- Кампо Ново ди Рондония
- Кандеяс до Жамари
- Кужубин
- Нова Маморе
- Порто Вельо